# Tanel Padar
Tanel Padar (ur. 27 października 1980 w Haljali) – estoński piosenkarz, wokalista zespołu Tanel Padar & The Sun. Zwycięzca 46. Konkursu Piosenki Eurowizji (2001).

## Życiorys

### Kariera
W 1999 zwyciężył w finale programu telewizyjnego Kaks takti ette. W maju 2000 wsparł wokalnie Ines podczas jej występu w finale 45. Konkursu Piosenki Eurowizji  w Sztokholmie. W maju 2001, reprezentując Estonię z utworem „Everybody” (wykonanym z boysbandem 2XL i Dave'em Bentonem) zwyciężył w finale 46. Konkursu Piosenki Eurowizji w Kopenhadze. Niedługo po finale konkursu zakończył współpracę z 2Xl i Bentonem z powodu nieporozumień między menedżerami, Laurim Laubrem i Ülarem Palmem, oraz problemami z wytwórniami płytowymi, które nie zgodziły się na wydanie wspólnej płyty kolektywu. W tym samym roku został jednym z bohaterów amerykańskiego filmu dokumentalnego Rock the Planet poświęconego młodym muzykom, którzy odnoszą sukces pomimo tworzenia muzyki niekomercyjnej.
W 2003 założył rockowy zespół The Sun, którego jest wokalistą. Z grupą wydał albumy studyjne: Greatest Hits (2005), 100% Rock’n’roll (2006), Veidi valjem kui vaikus II (2007), Here Comes The Sun (2008), Unisex (2008), Ring (2010) i Veidi valjem kui vaikus III (2015).
W 2012 założył zespół Tanel Padar Blues Band, w którym śpiewa i gra na gitarze, i z którym wydał album pt. Gold’n’Fish (2016).

### Życie prywatne
Do 2002 pozostawał w nieformalnym związku z piosenkarką Edą-Ines Etti. Do sierpnia 2007 spotykał się z Evely Ventsli. Jest mężem byłej modelki Katariny Kaldy. 
Starsza siostra artysty, Gerli Padar również jest piosenkarką. 

## Dyskografia

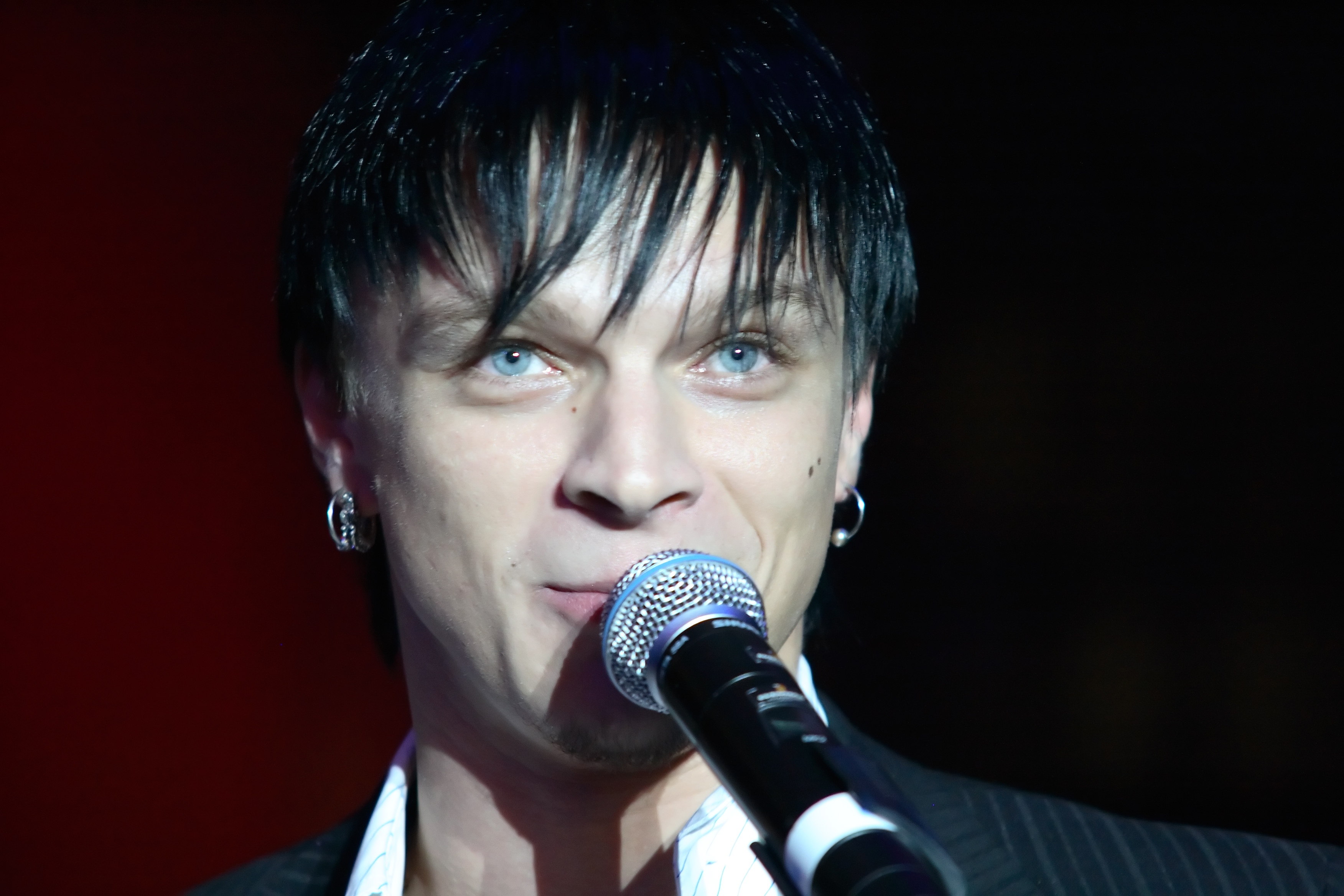
Padar (2007)

### Albumy studyjne
Poniższy spis sporządzono na podstawie materiału źródłowego:
- The Greatest Hits (2005)
- Veidi valjem kui vaikus (2005)
- 100% Rock’n’roll (2006)
- The Sun Live 2006 (2007)
- Veidi valjem kui vaikus II (2007)
- Here Comes the Sun (2008)
- Unisex (2008)
- Ring (2010)
- The Best of the Sun (2011)